# دیو بالد ایگل
دِیو بالد ایگل (به انگلیسی: Dave Bald Eagle- زاده ۸ آوریل ۱۹۱۹ - مرگ ۲۲ ژوئیه ۲۰۱۶) با نام کامل دیوید ویلیام بالد ایگل معروف به عقاب سرسفید از سرخپوستان لاکوتا بود که در داکوتای جنوبی به دنیا آمد.
او در هنرهای بازیگری و موسیقی مهارت داشت. از مشهورترین فیلم‌های او می‌توان به رقصنده با گرگ‌ها اشاره کرد.
عقاب سرسفید نوهِ یکی از جنگجویان معروف قبیله لاکوتا بنام گاو سفید بود.